# 阿黑与阿诗玛
《阿黑与阿诗玛》是根据彝族撒尼人民间叙事长诗《阿诗玛》改编的一目京剧。由云南著名戏曲女作家金素秋、导演吴枫编剧，1953年由昆明军区政治部京剧团首演，多次在云南省及全国戏剧交流中演出:79。《阿黑与阿诗玛》是中华人民共和国成立初期较早运用京剧艺术形式表现云南边疆少数民族生活题材的尝试，陶君起在《京剧剧目初探》中评价此剧是“开当时京剧表现民族兄弟生活先例”的优秀作品:80。京剧中阿诗玛与阿黑被处理为情侣关系，目的是增强京剧的观赏性、引起观众的共鸣，实际撒尼民间鲜有此二者为情侣关系的说法。